# ルーカス・ゴメス・ダ・シウヴァ
ルーカス・ゴメス（Lucas Gomes）ことルーカス・ゴメス・ダ・シウヴァ（ポルトガル語: Lucas Gomes da Silva、1990年5月29日 - 2016年11月28日）は、ブラジルのサッカー選手。ポジションはFW。
ラミア航空2933便墜落事故により26歳で没した。

## クラブ歴
パラー州に生まれ、ブラガンチーノ・クルーベ・ド・パラーで2010年に選手になった。その後は州内を中心に下位リーグのクラブを転々とし、2013年5月4日にロンドリーナECに加入した。9月18日にカンピオナート・ブラジレイロ・セリエCに昇格してきたサンパイオ・コヘイアFCに期限付き移籍。12月にロンドリーナに復帰。カンピオナート・パラナエンセでの出場を果たした。2014年7月11日にADRCイカザに期限付き移籍。
プロ初出場となったのは2014年8月8日のカンピオナート・ブラジレイロ・セリエB、アメリカ・ミネイロ戦でハーフタイムにヴァンゲルに代えての出場であった。9月12日にプロ初得点。12月23日には1年のレンタルでフルミネンセFCに移籍。2015年5月17日に行われたカンピオナート・ブラジレイロ・セリエAのアトレチコ・ミネイロ戦でヴィニシウスに代えて出場し、全国1部デビュー。同リーグ初得点も7月2日に決めた。2016年1月4日に1年のレンタルでアソシアソン・シャペコエンセ・ジ・フチボウに移籍。11月28日にラミア航空2933便墜落事故によって急逝した。

## タイトル
イカザ
- コパ・ファレス・ロペス: 2014

シャペコエンセ
- カンピオナート・カタリネンセ: 2016
- コパ・スダメリカーナ: 2016（死後）[10]